# Vela ai Giochi della XV Olimpiade - 5,5 metri
La competizione della classe 5,5 metri  di vela ai Giochi della XV Olimpiade si è svolta nei giorni dal 20 al 28 luglio 1952 a Liuskasaari, presso Helsinki.

## Partecipanti
| Nazione          | Barca       | Equipaggio                                                           |
| ---------------- | ----------- | -------------------------------------------------------------------- |
| Argentina        | Gullvinge   | Ludovico Kempter, Rodolfo Vollenweider, Tomás Galfrascoli            |
| Bahamas          | Yeoman      | Basil Kelly, Basil McKinney, Don Pritchard, Godfrey Higgs            |
| Danimarca        | Jill        | Henning Christensen, Ingemann Bylling Jensen, Poul Ohff              |
| Finlandia        | Teresita    | Aarne Castrén, Erik Stadigh, Hans Dittmar                            |
| Francia          | Damoiselle  | Jacques Allard, Jean Roux-Delimal, Noël Calone                       |
| Germania         | Tom Kyle    | Hans Lubinus, Hans-Hermann Magnusson, Ludwig Bielenberg              |
| Gran Bretagna    | Unique      | John Desmond Dillon, Neil Kennedy-Cochrane-Patrick, Robert Perry     |
| Italia           | Mirtala     | Dario Salata, Egone Jakin, Giorgio Audizio                           |
| Norvegia         | Encore      | Vibeke Lunde, Børre Falkum-Hansen, Peder Lunde Sr.                   |
| Paesi Bassi      | DeRuyter    | Flip Keegstra, Piet Jan van der Giessen, Wim de Vries Lentsch        |
| Portogallo       | Sjöhäxa     | Duarte de Almeida Bello, Fernando Pinto Coelho Bello, Júlio Gourinho |
| Stati Uniti      | Complex II  | Britton Chance, Edgar White, Michael Schoettle, Sumner White         |
| Sudafrica        | Shoveller   | Eric Beningfield, Joe Ellis-Brown, Noel Horsfield                    |
| Svezia           | Hojwa       | Carl-Erik Ohlson, Folke Wassén, Magnus Wassén                        |
| Svizzera         | Tim-Tam III | Henri Copponex, Markus Schurch, Pierre Chuit                         |
| Unione Sovietica | Burevestnik | Konstantin Aleksandrov, Lev Alekseev, Pavel Pankraškin               |

## Risultati
| Regata 1 20 luglio | Regata 1 20 luglio | Regata 1 20 luglio | Regata 1 20 luglio | Regata 2 21 luglio | Regata 2 21 luglio | Regata 2 21 luglio | Regata 2 21 luglio | Regata 3 22 luglio | Regata 3 22 luglio | Regata 3 22 luglio | Regata 3 22 luglio |
| Pos.               | Nazione            | Tempo              | Punti              | Pos.               | Nazione            | Tempo              | Punti              | Pos.               | Nazione            | Tempo              | Punti              |
| ------------------ | ------------------ | ------------------ | ------------------ | ------------------ | ------------------ | ------------------ | ------------------ | ------------------ | ------------------ | ------------------ | ------------------ |
| 1                  | Svezia             | 2-36:23            | 1305               | 1                  | Stati Uniti        | 3-22:41            | 1305               | 1                  | Svezia             | 2-28:38            | 1305               |
| 2                  | Norvegia           | 2-39:11            | 1004               | 2                  | Svizzera           | 3-22:49            | 1004               | 2                  | Norvegia           | 2-33:48            | 1004               |
| 3                  | Argentina          | 2-41:02            | 828                | 3                  | Finlandia          | 3-23:23            | 828                | 3                  | Sudafrica          | 2-37:35            | 828                |
| 4                  | Stati Uniti        | 2-41:25            | 703                | 4                  | Portogallo         | 3-24:19            | 703                | 4                  | Argentina          | 2-39:04            | 703                |
| 5                  | Danimarca          | 2-42:25            | 606                | 5                  | Norvegia           | 3-24:53            | 606                | 5                  | Portogallo         | 2-39:25            | 606                |
| 6                  | Portogallo         | 2-42:31            | 527                | 6                  | Italia             | 3-26:52            | 527                | 6                  | Francia            | 2-39:41            | 527                |
| 7                  | Germania           | 2-43:06            | 460                | 7                  | Danimarca          | 3-27:31            | 460                | 7                  | Gran Bretagna      | 2-39:46            | 460                |
| 8                  | Finlandia          | 2-43:09            | 402                | 8                  | Paesi Bassi        | 3-28:59            | 402                | 8                  | Germania           | 2-40:16            | 402                |
| 9                  | Italia             | 2-43:27            | 351                | 9                  | Argentina          | 3-29:05            | 351                | 9                  | Italia             | 2-40:48            | 351                |
| 10                 | Francia            | 2-43:32            | 305                | 10                 | Svezia             | 3-29:07            | 305                | 10                 | Stati Uniti        | 2-40:49            | 305                |
| 11                 | Gran Bretagna      | 2-44:13            | 264                | 11                 | Gran Bretagna      | 3-29:34            | 264                | 11                 | Paesi Bassi        | 2-41:20            | 264                |
| 12                 | Sudafrica          | 2-44:27            | 226                | 12                 | Bahamas            | 3-29:42            | 226                | 12                 | Finlandia          | 2-43:47            | 226                |
| 13                 | Svizzera           | 2-45:39            | 191                | 13                 | Sudafrica          | 3-30:56            | 191                | 13                 | Bahamas            | 2-43:53            | 191                |
| 14                 | Paesi Bassi        | 2-46:44            | 159                | 14                 | Germania           | 3-31:39            | 159                | 14                 | Unione Sovietica   | 2-48:30            | 159                |
| 15                 | Bahamas            | 2-48:20            | 129                | 15                 | Unione Sovietica   | 3-34:55            | 129                | -                  | Danimarca          | Rit.               | 0                  |
| 16                 | Unione Sovietica   | 2-51:31            | 101                | 16                 | Francia            | 3-36:03            | 101                | -                  | Svizzera           | Rit.               | 0                  |

| Regata 4 23 luglio | Regata 4 23 luglio | Regata 4 23 luglio | Regata 4 23 luglio | Regata 5 26 luglio | Regata 5 26 luglio | Regata 5 26 luglio | Regata 5 26 luglio | Regata 6 27 luglio | Regata 6 27 luglio | Regata 6 27 luglio | Regata 6 27 luglio | Regata 7 28 luglio | Regata 7 28 luglio | Regata 7 28 luglio | Regata 7 28 luglio |
| Pos.               | Nazione            | Tempo              | Punti              | Pos.               | Nazione            | Tempo              | Punti              | Pos.               | Nazione            | Tempo              | Punti              | Pos.               | Nazione            | Tempo              | Punti              |
| ------------------ | ------------------ | ------------------ | ------------------ | ------------------ | ------------------ | ------------------ | ------------------ | ------------------ | ------------------ | ------------------ | ------------------ | ------------------ | ------------------ | ------------------ | ------------------ |
| 1                  | Portogallo         | 3-01:36            | 1305               | 1                  | Gran Bretagna      | 3-00:16            | 1305               | 1                  | Stati Uniti        | 2-47:50            | 1,305              | 1                  | Stati Uniti        | 3-21:27            | 1,305              |
| 2                  | Norvegia           | 3-01:50            | 1004               | 2                  | Argentina          | 3-01:19            | 1004               | 2                  | Norvegia           | 2-48:16            | 1,004              | 2                  | Finlandia          | 3-23:01            | 1,004              |
| 3                  | Svezia             | 3-01:58            | 828                | 3                  | Stati Uniti        | 3-01:57            | 828                | 3                  | Sudafrica          | 2-48:53            | 828                | 3                  | Gran Bretagna      | 3-23:04            | 828                |
| 4                  | Italia             | 3-02:00            | 703                | 4                  | Germania           | 3-01:59            | 703                | 4                  | Portogallo         | 2-49:51            | 703                | 4                  | Norvegia           | 3-23:46            | 703                |
| 5                  | Gran Bretagna      | 3-02:18            | 606                | 5                  | Danimarca          | 3-02:02            | 606                | 5                  | Danimarca          | 2-50:01            | 606                | 5                  | Portogallo         | 3-24:00            | 606                |
| 6                  | Sudafrica          | 3-02:39            | 527                | 6                  | Sudafrica          | 3-02:24            | 527                | 6                  | Germania           | 2-50:47            | 527                | 6                  | Argentina          | 3-24:38            | 527                |
| 7                  | Argentina          | 3-03:04            | 460                | 7                  | Svezia             | 3-02:39            | 460                | 7                  | Argentina          | 2-50:58            | 460                | 7                  | Italia             | 3-27:18            | 460                |
| 8                  | Germania           | 3-03:21            | 402                | 8                  | Portogallo         | 3-03:00            | 402                | 8                  | Finlandia          | 2-51:20            | 402                | 8                  | Sudafrica          | 3-28:02            | 402                |
| 9                  | Bahamas            | 3-03:27            | 351                | 9                  | Finlandia          | 3-03:48            | 351                | 9                  | Svezia             | 2-52:09            | 351                | 9                  | Germania           | 3-30:38            | 351                |
| 10                 | Finlandia          | 3-03:29            | 305                | 10                 | Norvegia           | 3-04:02            | 305                | 10                 | Paesi Bassi        | 2-52:20            | 305                | 10                 | Bahamas            | 3-31:07            | 305                |
| 11                 | Stati Uniti        | 3-03:33            | 264                | 11                 | Unione Sovietica   | 3-04:09            | 264                | 11                 | Gran Bretagna      | 2-52:26            | 264                | 11                 | Francia            | 3-31:08            | 264                |
| 12                 | Paesi Bassi        | 3-04:26            | 226                | 12                 | Bahamas            | 3-04:57            | 226                | 12                 | Italia             | 2-53:07            | 226                | 12                 | Paesi Bassi        | 3-32:32            | 226                |
| 13                 | Danimarca          | 3-05:17            | 191                | 13                 | Italia             | 3-05:34            | 191                | 13                 | Svizzera           | 2-53:46            | 191                | 13                 | Svezia             | 3-34:36            | 191                |
| 14                 | Svizzera           | 3-05:33            | 159                | 14                 | Paesi Bassi        | 3-05:50            | 159                | 14                 | Unione Sovietica   | 2-54:06            | 159                | 14                 | Unione Sovietica   | 3-38:16            | 159                |
| 15                 | Francia            | 3-07:57            | 129                | 15                 | Svizzera           | 3-06:19            | 129                | 15                 | Francia            | 2-55:50            | 129                | -                  | Danimarca          | Rit.               | 0                  |
| 16                 | Unione Sovietica   | 3-08:15            | 101                | 16                 | Francia            | 3-06:27            | 101                | 16                 | Bahamas            | 2-57:28            | 101                | -                  | Svizzera           | Rit.               | 0                  |

## Classifica finale
| Pos.    | Nazione          | Equipaggio                                                           | Punti Totali | Punti ottenuti nelle regate | Punti ottenuti nelle regate | Punti ottenuti nelle regate | Punti ottenuti nelle regate | Punti ottenuti nelle regate | Punti ottenuti nelle regate | Punti ottenuti nelle regate |
| Pos.    | Nazione          | Equipaggio                                                           | Punti Totali | 1                           | 2                           | 3                           | 4                           | 5                           | 6                           | 7                           |
| ------- | ---------------- | -------------------------------------------------------------------- | ------------ | --------------------------- | --------------------------- | --------------------------- | --------------------------- | --------------------------- | --------------------------- | --------------------------- |
| Oro     | Stati Uniti      | Britton Chance, Edgar White, Michael Schoettle, Sumner White         | 5751         | 703                         | 1305                        | 305                         | (264)                       | 828                         | 1305                        | 1305                        |
| Argento | Norvegia         | Vibeke Lunde, Børre Falkum-Hansen, Peder Lunde Sr.                   | 5325         | 1004                        | 606                         | 1004                        | 1004                        | (305)                       | 1004                        | 703                         |
| Bronzo  | Svezia           | Carl-Erik Ohlson, Folke Wassén, Magnus Wassén                        | 4554         | 1305                        | 305                         | 1305                        | 828                         | 460                         | 351                         | (191)                       |
| 4       | Portogallo       | Duarte de Almeida Bello, Fernando Pinto Coelho Bello, Júlio Gourinho | 4450         | 527                         | 703                         | 606                         | 1305                        | (402)                       | 703                         | 606                         |
| 5       | Argentina        | Ludovico Kempter, Rodolfo Vollenweider, Tomás Galfrascoli            | 3982         | 828                         | (351)                       | 703                         | 460                         | 1004                        | 460                         | 527                         |
| 6       | Gran Bretagna    | John Desmond Dillon, Neil Kennedy-Cochrane-Patrick, Robert Perry     | 3727         | (264)                       | 264                         | 460                         | 606                         | 1305                        | 264                         | 828                         |
| 7       | Sudafrica        | Eric Beningfield, Joe Ellis-Brown, Noel Horsfield                    | 3338         | 226                         | (191)                       | 828                         | 527                         | 527                         | 828                         | 402                         |
| 8       | Finlandia        | Aarne Castrén, Erik Stadigh, Hans Dittmar                            | 3292         | 402                         | 828                         | (226)                       | 305                         | 351                         | 402                         | 1004                        |
| 9       | Germania         | Hans Lubinus, Hans-Hermann Magnusson, Ludwig Bielenberg              | 2845         | 460                         | (159)                       | 402                         | 402                         | 703                         | 527                         | 351                         |
| 10      | Italia           | Dario Salata, Egone Jakin, Giorgio Audizio                           | 2618         | 351                         | 527                         | 351                         | 703                         | (191)                       | 226                         | 460                         |
| 11      | Danimarca        | Henning Christensen, Ingemann Bylling Jensen, Poul Ohff              | 2469         | 606                         | 460                         | (0)                         | 191                         | 606                         | 606                         | 0                           |
| 12      | Svizzera         | Henri Copponex, Markus Schurch, Pierre Chuit                         | 1674         | 191                         | 1004                        | (0)                         | 159                         | 129                         | 191                         | 0                           |
| 13      | Paesi Bassi      | Flip Keegstra, Piet Jan van der Giessen, Wim de Vries Lentsch        | 1582         | (159)                       | 402                         | 264                         | 226                         | 159                         | 305                         | 226                         |
| 14      | Francia          | Jacques Allard, Jean Roux-Delimal, Noël Calone                       | 1455         | 305                         | (101)                       | 527                         | 129                         | 101                         | 129                         | 264                         |
| 15      | Bahamas          | Basil Kelly, Basil McKinney, Don Pritchard, Godfrey Higgs            | 1428         | 129                         | 226                         | 191                         | 351                         | 226                         | (101)                       | 305                         |
| 16      | Unione Sovietica | Konstantin Aleksandrov, Lev Alekseev, Pavel Pankraškin               | 971          | (101)                       | 129                         | 159                         | 101                         | 264                         | 159                         | 159                         |